# Metroon (Athen)

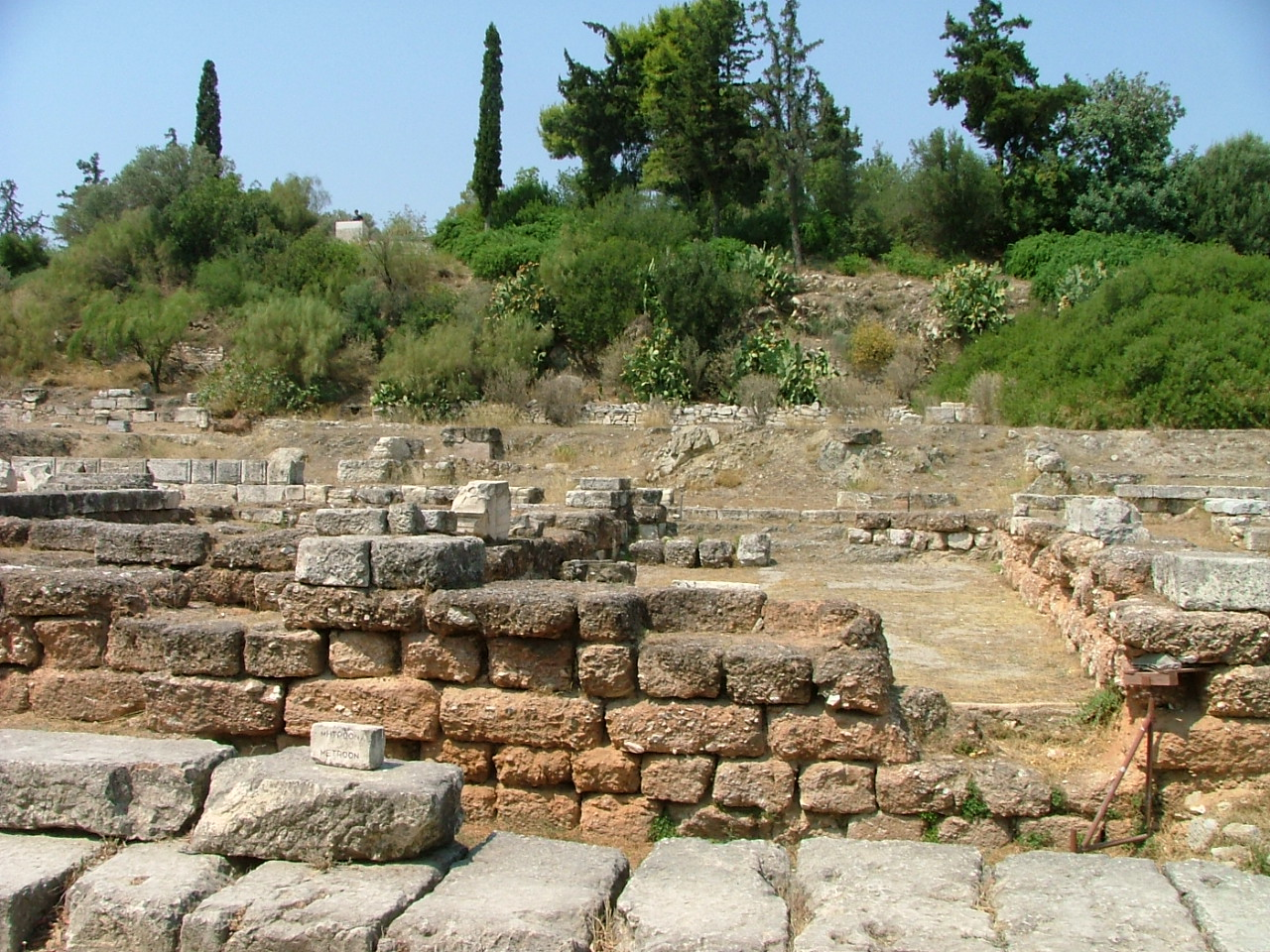
Metroon

Das Metroon (gr. τὸ Μητρῷον) ist das Heiligtum der griechischen Muttergöttin, der Meter Theon (Μήτηρ Θεῶν) auf der Agora von Athen.
Er wurde in der 2. Hälfte des 2. Jahrhunderts v. Chr. erbaut und diente gleichzeitig als Heiligtum und Staatsarchiv. Heute sind nur noch wenige Baureste erhalten. Unter dem jetzt sichtbaren Gebäude liegen die Reste des älteren Metroon, das 480/79 v. Chr. zerstört wurde.